# John Heckewelder
John Gottlieb Ernestus Heckewelder (Bedford (Angleterre), 12 mars 1743 - Bethlehem (Pennsylvanie), 21 janvier 1823) est un missionnaire morave américain.

## Biographie
D'origine allemande, il arrive en Amérique en 1754 avec ses parents qui s'installent en Pennsylvanie. Destiné à devenir tonnelier, Heckewelder préfère se tourner vers l’évangélisation. Il part ainsi en mission avec le frère Christian F. Post chez les indiens Delaware (1762).
Il y vit huit ans, servant d'interprète entre les missionnaires et, en 1772, accompagne David Zeisberger dans la fondation de communautés dans l'Ohio où il demeurera quinze ans.
Suspecté d'espionnage, il est emprisonné en 1781 lors de la guerre d'indépendance américaine. En 1792 et en 1793, à la demande du secrétaire de la guerre, il accompagne le général Rufus Putnam (en) à Vincennes pour traiter avec les indiens.
De 1797 à 1800, il travaille dans divers postes de la fonction publique et s’installe en 1801 à Gnadenhutten (Ohio) puis, en 1810 à Bethlehem (Pennsylvanie) où il finit sa vie.

## Œuvres
Étudiant attentivement les langues, les mœurs et les coutumes des Indiens, principalement des Delawares, il devient membre de la société américaine de philosophie à Philadelphie où il publie plusieurs de ses contributions.
On lui doit aussi : 
- Account of the History, Manners, and Customs of the Indian Nations who once inhabited Pennsylvania and the Neighboring States, 1818
- Narrative of the Mission of the United Brethren among the Delawares and Mohegan Indians, 1820
- Names which the Lenni Lenape or Delaware Indians gave to Rivers, Streams, and Localities within the States of Pennsylvania. New Jersey, Maryland, and Virginia, with their Signification, 1822

Plusieurs de ses manuscrits sont conservés à l'Historical Society of Pennsylvania (en).
William Rawle a publié une défense de ces écrits avec Vindication of Rev. Mr. Heckewelder's 'History of the Indian Nations'  (1818).

## Hommage
La John Hackewelder Memorial Moravian Church à Gnadenhutten, a été nommée en son honneur.